# رنجر (فیلم)
رنجر فیلمی به کارگردانی احمد مرادپور و نویسندگی بهزاد بهزادپور ساختهٔ سال ۱۳۷۸ است.
این فیلم آخرین فیلم اکشن جمشید هاشم پور محسوب می‌شود.

## خلاصه داستان
مرتضی، رزمنده ایرانی، در پی یک درگیری شدید با نیروهای عراقی در جنگلی واقع در عراق، به اسارت آنها درمی آید. سامی جابر، فرمانده نیروهای عراقی دستور می‌دهد او را به اردوگاهی متروک و دور از چشم صلیب سرخ منتقل کنند. اردوگاه شرایط بسیار بدی دارد و اسرا در آن به چند گروه تقسیم شده‌اند. مرتضی قصد فرار از اردوگاه را دارد و این موضوع را با دیگران در میان می‌گذارد، ولی بیشتر اسرا با نقشه فرار او به دلایل گوناگون مخالفت می‌کنند. سعید، ارشد اردوگاه به او می‌گوید فقط در صورتی که فهرست کامل اسرای ایرانی را همراه خود به ایران ببرد می‌تواند نقشه فرارش را عملی کند. مرتضی می‌پذیرد ولی پیش از فرار تصمیم می‌گیرد روزی چند ساعت به تمرین حرکات دشوار رزمی بپردازد. مرتضی برای عملی کردن نقشه اش طوری رفتار می‌کند که عراقی‌ها مجبور شوند او را در زندان انفرادی محبوس کنند. سپس در فرصتی مناسب، پس از مجروح کردن نگهبان زندان، در زیر کامیونی که قصد خروج از اردوگاه را دارد پنهان می‌شود و از اردوگاه فرار می‌کند. نیروهای عراقی از فرار او مطلع می‌شوند و تعقیب و گریز بین مرتضی و نیروهای عراقی در جنگل شروع می‌شود. در چند مورد، مرتضی مجبور به نبرد تن به تن عراقی‌ها می‌شود و بسیاری از آنها را می‌کشد. در همان حال، نیروهای ایرانی از طریق بی‌سیم درمی یابند که مرتضی در حال آمدن به ایران است و خودشان را برای ورود او آماده می‌کنند. در مرز ایران و عراق درگیری شدیدی به وجود می‌آید و در حالی که مرتضی همچنان تحت تعقیب نیروهای عراقی است، هلی کوپتر ایرانی برای نجات مرتضی وارد عمل می‌شود و او را نجات می‌دهد.

## بازیگران
- جمشید هاشم‌پور
- جمشید شاه‌محمدی
- فخرالدین صدیق‌شریف
- آرش تاج تهرانی
- اکبرسنگی
- یوسف مرادیان
- محمود مقامی
- فرشاد رمضانی
- فرامرز روشنایی
- احمد صافی
- علی بوریان
- احمد راد
- سعید قائمی
- اکبر غفاری
- عظیم مشهدی
- میلاد عبدالحسینی
- سهیل پیداویسی
- شهزاد صفوی
- داوود زم
- غلامرضا زاده نور
- سعید آشوری
- علی بختیاری
- ذبیح‌الله ذبیح‌پور
- سید محسن خرمدره
- عباس قاصدی
- شاپور کلهر
- فرهاد افرندنیا
- شهرام اعلایی
- اصغر امیدوارخرم
- پرویز گل‌دوست
- شهرام زندی
- فرهاد علی‌نژاد
- امیر پریچهر
- احمد حیدری
- سید مهدی حیدری
- آرمین بالی‌خانی
- مهدی طاهری
- محمود آسمانی
- مرتضی قهرمانی
- حمید دلفانی
- ذبیح‌الله مطهری‌نژاد
- فردین خانمحمدی
- علی ریاحی
- عباس حسنی
- محمد بیاتی
- مهدی پدیدار
- حسن خوانساری
- وحید هاشم‌خانی
- مظفر حسن‌زاده
- علی خاقانی
- رحمان حقیقی
- علی حیدری
- محمد بیانی
- مظهر حسن‌نژاد
- مجید لیاقت